# The New Times (Russland)
The New Times ist eine russische Internetzeitung. Sie ging aus der Zeitschrift Nowoje Wremja (Neue Zeit) hervor, die von 1945 bis 2007/2017 bestand und in mindestens zehn Sprachen herausgegeben wurde, darunter auch in Deutsch.

## Geschichte
Seit 1943 erschien Wojna i rabotschij klass (= Der Krieg und die Arbeiterklasse) als halbmonatliche Beilage der Gewerkschafts-Tageszeitung Trud. Diese berichtete über verschiedene Themen zur Zeit des Großen Vaterländischen Krieges in der Sowjetunion.
Seit 1945 hieß sie Nowoje Wremja und erschien zunächst weiter halbmonatlich, dann wöchentlich.
Sie erschien in verschiedenen Sprachen, darunter englisch, deutsch (1945–1992), französisch, spanisch, italienisch, schwedisch, polnisch, tschechisch, ungarisch und rumänisch und berichtete über die sowjetischen Sichtweisen   in der Außenpolitik in verhältnismäßig sachlichem Stil. Sie wurde deshalb auch  in den westlichen Ländern von Politikern und interessierten  Lesern zur Kenntnis genommen.
Seit 1985 war Nowoje wremja eine der Zeitungen, die die Politik  von Glasnost und Perestroika am entschiedensten unterstützten.
In den 1990er Jahren wandelte sie sich zu einer allgemeinen Wochenzeitung, die über politische Ereignisse kritisch berichtete.
2004 musste sie ihr Erscheinen für einige Monate einstellen, da ihr Redaktionsgebäude beschädigt worden war.
2007 benannte sie sich in The New Times um und eröffnete eine Internetseite. Diese wurde seit 2008 mehrmals gesperrt, weil sie brisante Enthüllungen zur russischen Politik veröffentlicht hatte.
Sie musste auch mehrmals höhere Geldsummen als Strafen zahlen.
2017 wurde das Erscheinen der Printzeitung eingestellt, seitdem gibt es nur noch die Internetseite.
Die Zeitung erhielt 2005 und 2008 den Bucerius-Förderpreis Freie Presse Osteuropas der deutschen Zeit-Stiftung.